# 匍枝
匍枝（学名：Leontopodium stoloniferum×dedekensii），为菊科火绒草属下的一个植物种。